# Elena Korokozidi
Elena Korokozidi (griechisch Έλενα Κοροκοζίδη, * 27. Juni 2003 in Athen) ist eine griechische Tennisspielerin.

## Karriere
Korokozidi spielte bislang vorrangig Turniere der ITF Women’s World Tennis Tour, wo sie bislang sechs Titel im Doppel gewinnen konnte.

## Turniersiege

### Doppel
| Nr. | Datum            | Turnier            | Kategorie | Belag | Partnerin                | Finalgegnerinnen                       | Ergebnis         |
| --- | ---------------- | ------------------ | --------- | ----- | ------------------------ | -------------------------------------- | ---------------- |
| 1.  | 5. November 2022 | Iraklio            | ITF W15   | Sand  | Ilinca Amariei           | Silvia Ambrosio Eleni Christofi        | 7:5, 7:65        |
| 2.  | 27. Oktober 2024 | Iraklio            | ITF W35   | Sand  | Ilinca Amariei           | Polina Leikina Elina Nepli             | 6:3, 6:3         |
| 3.  | 2. November 2024 | Iraklio            | ITF W15   | Sand  | Ilinca Amariei           | Eleni Chatziavraam Sapfo Sakellaridi   | 3:6, 6:3, [11:9] |
| 4.  | 22. März 2025    | Iraklio            | ITF W15   | Sand  | Margarita Ignatjeva      | Simona Ogescu Ioana Teodora Sava       | ohne Spiel       |
| 5.  | 29. März 2025    | Iraklio            | ITF W15   | Sand  | Margarita Ignatjeva      | Marianne Argyrokastriti Dimitra Pavlou | 6:4, 6:2         |
| 6.  | 17. Mai 2025     | Kuršumlijska Banja | ITF W15   | Sand  | Justina Gonzalez Daniele | Stefania Bojica Anastassija Firman     | 6:2, 6:4         |